# جان بول بيرتران-ديمانيه
جان بول بيرتران-ديمانيه (بالفرنسية: Jean-Paul Bertrand-Demanes)‏ (مواليد 13 مايو 1952) هو لاعب كرة قدم. يلعب مع منتخب فرنسا لكرة القدم. سبق له أن لعب في كأس العالم لكرة القدم مع منتخب بلاده.

## روابط خارجية
- جان بول بيرتران-ديمانيه على موقع الاتحاد الدولي (مؤرشف)  (الإنجليزية)
- جان بول بيرتران-ديمانيه على موقع قاعدة بيانات كرة القدم.إي يو (الإنجليزية)
- جان بول بيرتران-ديمانيه على موقع ليكيب (الفرنسية)
- جان بول بيرتران-ديمانيه على موقع ناشيونال فوتبول تيمز (الإنجليزية)
- جان بول بيرتران-ديمانيه على موقع عالم كرة القدم.نت (الإنجليزية)